# Західно-Карпатська операція
За́хідно-Карпа́тська опера́ція (12 січня — 18 лютого 1945) — стратегічна наступальна операція радянських військ на Східному фронті Другої світової війни з метою розгрому угрупування німецьких військ, що оборонялися в Західних Карпатах (1-ї танкової, 8-ї, частина сил 17-ї німецьких, а також 1-ї угорської армії), подолання силами 4-го Українського фронту Західних Карпат і вихід на підступи до Моравсько-Остравського промислового району.
Проводилася військами 4-го Українського фронту і правого крила 2-го Українського фронту. У складі 2-го Українського фронту брали участь 1-ша і 4-та румунські армії, у складі 4-го Українського фронту — 1-й чехословацький армійський корпус. Додатково були введені: 5-й гвардійський механізований корпус, управління 2 легких гірсько-стрілецьких корпусів, 6 бригад, 1 самохідно-артилерійська бригада.
Під час цієї операції провели Кошицько-Попрадську, Бельську, Плешивець-Брезновську фронтові наступальні операції.
Тривалість операції — 38 діб. Ширина фронту бойових дій — 440 км. Глибина просування радянських військ — 170—230 км. Середньодобові темпи наступу — 4-6 км.

## Передумови
На початок операції після успішного завершення Східно-Карпатської операції війська 4-го Українського фронту під командуванням генерала армії І. Ю. Петрова (38-ма, 1-ша гвардійська, 18-та загальновійськові армії, 1-й Чехословацький армійський корпус, 8-ма повітряна армія) займали оборону по рубежу Ясло, Стропков, Генцовце, Турна.
2-й Український фронт (Маршал Радянського Союзу Р. Я. Малиновський) частиною сил у взаємодії з військами 3-го Українського фронту проводив Будапештську операцію 1944-45, а військами правого крила і центру (40-ва, 27-ма і 53-тя армії, 1-ша кінно-механізована група генерал-лейтенанта І. А. Плієва, 4-та і 1-ша румунські армії) наступав в південно-східні райони Словаччини. Їм протистояли частина сил 17-ї армії, 1-ша танкова армія та 1-ша угорська армія, що входили до складу групи армій «А» (з 26 січня — «Центр»), 8-ма армія групи армій «Південь».

## Планування операції
У Західних Карпатах противник підготував глибоко ешелоновану оборону, широко використовуючи для її організації важкодоступну гірську місцевість. За задумом радянського командування війська 4-го Українського фронту повинні були наступати на трьох напрямах. Головного удару завдавала 38-ма армія основними силами в обхід Карпат з півночі в загальному напрямі на Бельсько-Бяла і частиною сил на Краків для сприяння 1-шу Українському фронту, що починав в цей же час Сандомірсько-Сілезьку операцію 1945, допоміжних ударів повинні були завдати 1-ша гвардійська армія та Чехословацький корпус (у складі 1-ї гвардійської армії, з 22 січня — 18-ї армії) на люботінському напрямі і 18-та армія на попрадськом напрямі.
Від чехословацько-угорського кордону повинні були наступати в північно-західному напрямі армії правого крила 2-го Українського фронту Маршала Радянського Союзу Р. Я. Малиновського — 40-ва (з 4-ю румунською армією), 27-ма (з 4-м румунським армійським корпусом 1-ї румунської армії) і 53-тя, а також 1-ша кінно-механізована група. Передбачалася тісна взаємодія із словацькими і радянськими партизанами.
Війська центру і правого крила 2-го Українського фронту мали завдання вийти на рубіж pp. Грон, Нітра, а надалі розвернути наступ на Братиславу, Відень, Брно.
На момент початку операції у 4-му Українському фронті було 215 танків і САУ, з них в 38-й армії (де їх застосування було найдоцільнішим за умовами місцевості) — 134. У 1-й гвардійській армії з врахуванням гірських умов, в яких їй належало діяти, 42 танки і САУ планувалося використовувати як засоби підтримки стрілецьких частин, яким вони додавалися. У 18-й армії 39 танків і САУ могли діяти на одному напрямі — уздовж західного берега річки Гернад. Загальне співвідношення сил на початок операції було на користь радянських військ: по особовому складу — в 1,2 разу, гарматам та мінометам — в 1,9, танкам і самохідним гарматам — в 1,3, літакам — в 1,9 разу.

## Хід операції
12 січня у наступ перейшли 18-та армія і армії правого крила і центру 2-го Українського фронту. За 4 дні боїв радянські війська просунулися на окремих напрямах на 18 км. 15 січня почала наступ 38-ма армія, яка в перший же день прорвала оборону противника і за 4 дні просунулася на глибину до 80 км.
18 січня перейшла в наступ 1-ша гвардійська армія; відкинувши до кінця дня противника на 22 км, вона наступного дня звільнила важливий вузол комунікацій м. Пряшів. 19 січня 18-та А оволоділа м. Кошиці. Розвиваючи успіх, війська 4-го Українського фронту до кінця січня вийшли до завчасно підготовленого противником оборонного рубежу, який проходив по річці Сола і висотам на схід від рр. Живець, Яблонка, Ліптовськи-Светі-Мікулаш. Війська правого крила 2-го Українського фронту розгромили противника в Словацьких Рудних горах, звільнили Брезно, а південніше вийшли на рубіж на захід від міст Абелов, Немце. 12 лютого з'єднання 1-ї гвардійської і 38-ї армій оволоділи м. Бельсько-Бяла — потужним вузлом опору противника на підступах до Моравсько-Остравського р-ну.
До середини лютого подальше просування військ 4-го Українського фронту було зупинено противником на оборонному рубежі західніше Струменя, Жівеца, західніше Яблонки, східніше Ліптовського Мікулашу. З 18 лютого 4-й Український фронт перейшов до оборони, а війська 2-го Українського фронту своїм правим крилом до середини березня продовжували бої з метою висунення до р. Грон. Радянським військам в ході наступу надавали допомогу партизани і жителі гірських районів Словаччини.

## Сили сторін

### СРСР
Бойовий склад, чисельність військ та бойові втрати в Західно-Карпатській операції
(станом на 18 лютого 1945 року)
| Найменування об'єднань                                      | Бойовий склад, чисельність військ на 12 січня | Бойовий склад, чисельність військ на 12 січня | Людські втрати в операції | Людські втрати в операції | Людські втрати в операції | Людські втрати в операції |
| Найменування об'єднань                                      | Кількість з'єднань                            | Чисельність                                   | Безповоротні              | Санітарні                 | Всього                    | Щодобові                  |
| СРСР                                                        |                                               |                                               |                           |                           |                           |                           |
| 4-й Український фронт                                       | сд-24, пдд-1, отбр-1, УР-1                    | 267 500                                       | 12 316                    | 45 836                    | 58 152                    | 1 530                     |
| 2-й Український фронт 40-ва, 27-ма, 53-тя армії, КМГ Плієва | сд-25, пдд-4, кд-6, мк-2, тк-1, отбр-1, УР-1  | 214 700                                       | 4 021                     | 16 815                    | 20 836                    | 548                       |
| Всього                                                      | Дивізій-60, мк, тк-3, бригад-4, УР-2          | 482 200                                       | 16 337 (3,4 %)            | 62 651                    | 78 988                    | 2 078                     |
| Румунське королівство                                       |                                               |                                               |                           |                           |                           |                           |
| 1-ша та 4-та румунські армії                                | пд-5, гсд-3, кд-2                             | 99 300                                        | 2 486                     | 9 488                     | 11 974                    | 315                       |
| Чехословаччина                                              |                                               |                                               |                           |                           |                           |                           |
| 1-й чехословацький армійський корпус                        | пбр-2, отбр-1                                 | 11 500                                        | 257                       | 713                       | 970                       | 25                        |

сд — стрілецька дивізія, пдд — повітряно-десантна дивізія, кд — кавалерійська дивізія, тд — танкова дивізія, мд — моторизована дивізія, мк — механізований корпус, тк — танковий корпус, сабр — самохідно-артилерійська бригада, отбр — окрема танкова бригада, бр — бригада, УР — укріплений район

## Підсумки операції
В результаті Західно-Карпатської операції війська 4-го і 2-го Українських фронтів звільнили більшу частину території Словаччині та південні райони Польщі. Вийшовши в район верхньої течії Вісли, війська 4-го Українського фронту сприяли розгрому угрупування противника в Силезії військами 1-го Українського фронту. Були створені умови для подальшого наступу з метою оволодіння Моравсько-Остравським промисловим районом.
Радянські війська розгромили 17 ворожих дивізій і 1 бригаду. Противник втратив велику кількість солдатів і офіцерів, близько 2300 гармат та мінометів, 320 танків і штурмових гармат, 65 літаків та іншу бойову техніку. За бойові відзнаки 149 частин і з'єднань фронтів нагороджено орденами; 42 з'єднанням і частинам присвоєні почесні найменування «Кошицькі», «Прешовські», «Горліцькі», «Попрадські», «Ясловські».

### Мемуари
- Гречко А.А. Через Карпаты. — М., 1972. (рос.)

- Москаленко К. С. На юго-западном направлении. 1943-1945. — М., 1979. — С. 439–463. (рос.)